# Sony Ericsson Open 2009
Sony Ericsson Open 2009 byl tenisový turnaj na profesionálním okruhu mužů ATP World Tour a žen WTA Tour, hraný v Tenisovém centru Crandon Parku na dvorcích s tvrdým povrchem Laykold. Dvacátý pátý ročník Miami Masters probíhal mezi 25. březnem a 5. dubnem 2009 ve floridském ostrovním městě Key Biscayne.
Mužská polovina dotovaná 4 500 000 dolarů se řadila do kategorie ATP World Tour Masters 1000. Ženská část s identickým rozpočtem patřila poprvé do kategorie Premier Mandatory. Nejvýše nasazenými singlisty se staly světové jedničky, Španěl Rafael Nadal a Američanka Serena Williamsová. Jako poslední přímí účastníci do dvouher nastoupili chilský 83. hráč žebříčku Nicolás Massú a 77. žena klasifikace Edina Gallovitsová z Rumunska.
Jedenáctý singlový titul na okruhu ATP Tour a třetí v sérii Masters vybojoval 21letý Andy Murray, který se stal prvním britským šampionem. Třetí trofej z dvouhry okruhu WTA Tour získala 19letá Běloruska Viktoria Azarenková. V mužské čtyřhře zvítězili Bělorus Max Mirnyj s Izraelcem Andym Ramem a v rámci túry ATP si odvezli druhý společný titul. Ženský debl ovládly Ruska Světlana Kuzněcovová s Francouzkou Amélií Mauresmovou, startující jako deblistky z konce druhé světové stovky na divokou kartu. Kuzněcovová navázala na miamský triumf z roku 2005.

## Rozdělení bodů a finančních odměn

### Rozdělení bodů
| Soutěž       | Soutěž      | vítězové | finalisté | semifinalisté | čtvrtfinalisté | 16 v kole | 32 v kole | 64 v kole | 96 v kole | Q  | Q2 | Q1 |
| ------------ | ----------- | -------- | --------- | ------------- | -------------- | --------- | --------- | --------- | --------- | -- | -- | -- |
| dvouhra mužů | [ 1 ] [ 7 ] | 1000     | 600       | 360           | 180            | 90        | 45        | 25        | 10        | 12 | 7  | 0  |
| čtyřhra mužů | [ 8 ]       | 1000     | 600       | 360           | 180            | 90        | 45        | 0         | —         | —  | —  | —  |
| dvouhra žen  | [ 2 ]       | 1000     | 700       | 450           | 250            | 140       | 80        | 50        | 5         | 30 | 20 | 1  |
| čtyřhra žen  | [ 2 ]       | 1000     | 700       | 450           | 250            | 140       | 80        | 5         | —         | —  | —  | —  |

### Finanční odměny
| Soutěž                                  | Soutěž      | vítězové  | finalisté | semifinalisté | čtvrtfinalisté | 16 v kole | 32 v kole | 64 v kole | 96 v kole | Q2      | Q1      |
| --------------------------------------- | ----------- | --------- | --------- | ------------- | -------------- | --------- | --------- | --------- | --------- | ------- | ------- |
| dvouhra mužů                            | [ 1 ] [ 7 ] | 605 500 $ | 295 500 $ | 148 100 $     | 75 500 $       | 39 800 $  | 21 300 $  | 11 500 $  | 7 050 $   | 2 100 $ | 1 075 $ |
| dvouhra žen                             | [ 2 ]       | 700 000 $ | 350 000 $ | 150 500 $     | 64 700 $       | 32 000 $  | 18 740 $  | 11 500 $  | 7 050 $   | 2 100 $ | 1 050 $ |
| čtyřhra mužů                            | [ 8 ]       | 198 400 $ | 96 820 $  | 48 530 $      | 24 730 $       | 13 040 $  | 6 980 $   | —         | —         | —       | —       |
| čtyřhra žen                             | [ 2 ]       | 237 000 $ | 118 500 $ | 51 000 $      | 22 000 $       | 11 500 $  | 4 000 $   | —         | —         | —       | —       |
| částky ve čtyřhrách jsou uvedeny na pár |             |           |           |               |                |           |           |           |           |         |         |

## Mužská dvouhra

### Nasazení
| Nasazení                       | ATP | Stát               | Hráč                  |
| ------------------------------ | --- | ------------------ | --------------------- |
| 1.                             | 1.  | Španělsko          | Rafael Nadal          |
| 2.                             | 2.  | Švýcarsko          | Roger Federer         |
| 3.                             | 3.  | Srbsko             | Novak Djoković        |
| 4.                             | 4.  | Spojené království | Andy Murray           |
| 5.                             | 6.  | USA                | Andy Roddick          |
| 6.                             | 7.  | Argentina          | Juan Martín del Potro |
| 7.                             | 8.  | Francie            | Gilles Simon          |
| 8.                             | 9.  | Španělsko          | Fernando Verdasco     |
| 9.                             | 10. | Francie            | Gaël Monfils          |
| 10.                            | 11. | Francie            | Jo-Wilfried Tsonga    |
| 11.                            | 12. | Španělsko          | David Ferrer          |
| 12.                            | 13. | Chile              | Fernando González     |
| 13.                            | 14. | USA                | James Blake           |
| 14.                            | 15. | Argentina          | David Nalbandian      |
| 15.                            | 16. | Španělsko          | Tommy Robredo         |
| 16.                            | 17. | Švýcarsko          | Stan Wawrinka         |
| 17                             | 18  | Chorvatsko         | Marin Čilić           |
| 18.                            | 19. | Česko              | Radek Štěpánek        |
| 19.                            | 20. | Španělsko          | Nicolás Almagro       |
| 20.                            | 21. | Rusko              | Igor Andrejev         |
| 21.                            | 22. | Česko              | Tomáš Berdych         |
| 22.                            | 23. | Rusko              | Marat Safin           |
| 23.                            | 24. | Švédsko            | Robin Söderling       |
| 24.                            | 25. | Francie            | Richard Gasquet       |
| 25.                            | 26. | Rusko              | Dmitrij Tursunov      |
| 26.                            | 27. | Chorvatsko         | Ivo Karlović          |
| 27                             | 28  | USA                | Mardy Fish            |
| 28.                            | 29. | Německo            | Nicolas Kiefer        |
| 29.                            | 31. | Německo            | Rainer Schüttler      |
| 30.                            | 32. | Rakousko           | Jürgen Melzer         |
| 31.                            | 33. | Francie            | Paul-Henri Mathieu    |
| 32 .                           | 34. | Španělsko          | Feliciano López       |
| Žebříček ATP k 23. březnu 2009 |     |                    |                       |

## Mužská čtyřhra

### Nasazení
| Stát                                                                                    | Hráč                | Stát         | Hráč             | ATP | Nasazení |
| --------------------------------------------------------------------------------------- | ------------------- | ------------ | ---------------- | --- | -------- |
| USA                                                                                     | Bob Bryan           | USA          | Mike Bryan       | 2.  | 1.       |
| Kanada                                                                                  | Daniel Nestor       | Srbsko       | Nenad Zimonjić   | 7.  | 2.       |
| Indie                                                                                   | Maheš Bhúpatí       | Bahamy       | Mark Knowles     | 15. | 3.       |
| Česko                                                                                   | Lukáš Dlouhý        | Indie        | Leander Paes     | 15. | 4.       |
| Polsko                                                                                  | Mariusz Fyrstenberg | Polsko       | Marcin Matkowski | 23. | 5.       |
| Brazílie                                                                                | Bruno Soares        | Zimbabwe     | Kevin Ullyett    | 26. | 6.       |
| Jižní Afrika                                                                            | Jeff Coetzee        | Jižní Afrika | Wesley Moodie    | 29. | 7.       |
| Brazílie                                                                                | Marcelo Melo        | Brazílie     | André Sá         | 36. | 8.       |
| Žebříček ATP k 16. březnu 2009; číslo je součtem žebříčkového postavení obou členů páru |                     |              |                  |     |          |

## Ženská dvouhra

### Nasazení
| Nasazení                       | WTA | Stát      | Hráčka                     |
| ------------------------------ | --- | --------- | -------------------------- |
| 1.                             | 1.  | USA       | Serena Williamsová         |
| 2.                             | 2.  | Rusko     | Dinara Safinová            |
| 3.                             | 3.  | Srbsko    | Jelena Jankovićová         |
| 4.                             | 4.  | Rusko     | Jelena Dementěvová         |
| 6.                             | 5.  | Rusko     | Věra Zvonarevová           |
| 7.                             | 7.  | Srbsko    | Ana Ivanovićová            |
| 8.                             | 8.  | Rusko     | Světlana Kuzněcovová       |
| 9.                             | 9.  | Rusko     | Naděžda Petrovová          |
| 10.                            | 11. | Polsko    | Agnieszka Radwańská        |
| 11.                            | 10. | Bělorusko | Viktoria Azarenková        |
| 12.                            | 13. | Francie   | Marion Bartoliová          |
| 13.                            | 12. | Dánsko    | Caroline Wozniacká         |
| 14.                            | 14. | Francie   | Alizé Cornetová            |
| 15.                            | 15. | Itálie    | Flavia Pennettaová         |
| 16.                            | 16. | Slovensko | Dominika Cibulková         |
| 17.                            | 17. | Čína      | Čeng Ťie                   |
| 18.                            | 18. | Švýcarsko | Patty Schnyderová          |
| 19.                            | 21. | Španělsko | Anabel Medina Garriguesová |
| 20                             | 20  | Francie   | Amélie Mauresmová          |
| 21.                            | 19. | Estonsko  | Kaia Kanepiová             |
| 22.                            | 23. | Rusko     | Anna Čakvetadzeová         |
| 23.                            | 28  | Japonsko  | Ai Sugijamová              |
| 24.                            | 26. | Rusko     | Alisa Klejbanovová         |
| 25.                            | 25. | Maďarsko  | Ágnes Szávayová            |
| 26.                            | 31. | Česko     | Iveta Melzerová            |
| 27.                            | 24. | Rakousko  | Sybille Bammerová          |
| 28.                            | 36. | Ukrajina  | Aljona Bondarenková        |
| 29.                            | 29. | Kanada    | Aleksandra Wozniaková      |
| 30.                            | 33. | Itálie    | Sara Erraniová             |
| 31.                            | 32. | Španělsko | Carla Suárezová Navarrová  |
| 32.                            | 34. | Čína      | Pcheng Šuaj                |
| Žebříček WTA k 23. březnu 2009 |     |           |                            |

## Ženská čtyřhra

### Nasazení
| Stát                                                                                     | Hráčka                     | Stát      | Hráčka                         | WTA | Nasazení |
| ---------------------------------------------------------------------------------------- | -------------------------- | --------- | ------------------------------ | --- | -------- |
| Zimbabwe                                                                                 | Cara Blacková              | USA       | Liezel Huberová                | 2.  | 1.       |
| Španělsko                                                                                | Anabel Medina Garriguesová | Španělsko | Virginia Ruano Pascualová      | 11. | 2.       |
| Česko                                                                                    | Květa Peschkeová           | USA       | Lisa Raymondová                | 14. | 3.       |
| Austrálie                                                                                | Samantha Stosurová         | Austrálie | Rennae Stubbsová               | 18. | 4.       |
| Slovensko                                                                                | Daniela Hantuchová         | Japonsko  | Ai Sugijamová                  | 27. | 5.       |
| Španělsko                                                                                | Nuria Llagostera Vivesová  | Španělsko | María José Martínez Sánchezová | 36. | 6.       |
| Čínská Tchaj-pej                                                                         | Čan Jung-žan               | Itálie    | Francesca Schiavoneová         | 36. | 7.       |
| Rusko                                                                                    | Maria Kirilenková          | Itálie    | Flavia Pennettaová             | 45. | 8.       |
| Žebříček WTA k 16. březnu 2009; číslo je součtem žebříčkového postavení obou členek páru |                            |           |                                |     |          |

## Přehled finále

### Mužská dvouhra
- Andy Murray vs.  Novak Djoković, 6–2, 7–5

### Ženská dvouhra
- Viktoria Azarenková vs.  Serena Williamsová, 6–3, 6–1

### Mužská čtyřhra
- Max Mirnyj /  Andy Ram vs.  Ashley Fisher /  Stephen Huss, 6–7(4–7), 6–2, [10–7]

### Ženská čtyřhra
- Světlana Kuzněcovová /  Amélie Mauresmová vs.  Květa Peschkeová /  Lisa Raymondová, 4–6, 6–3, [10–3]